# Sátira

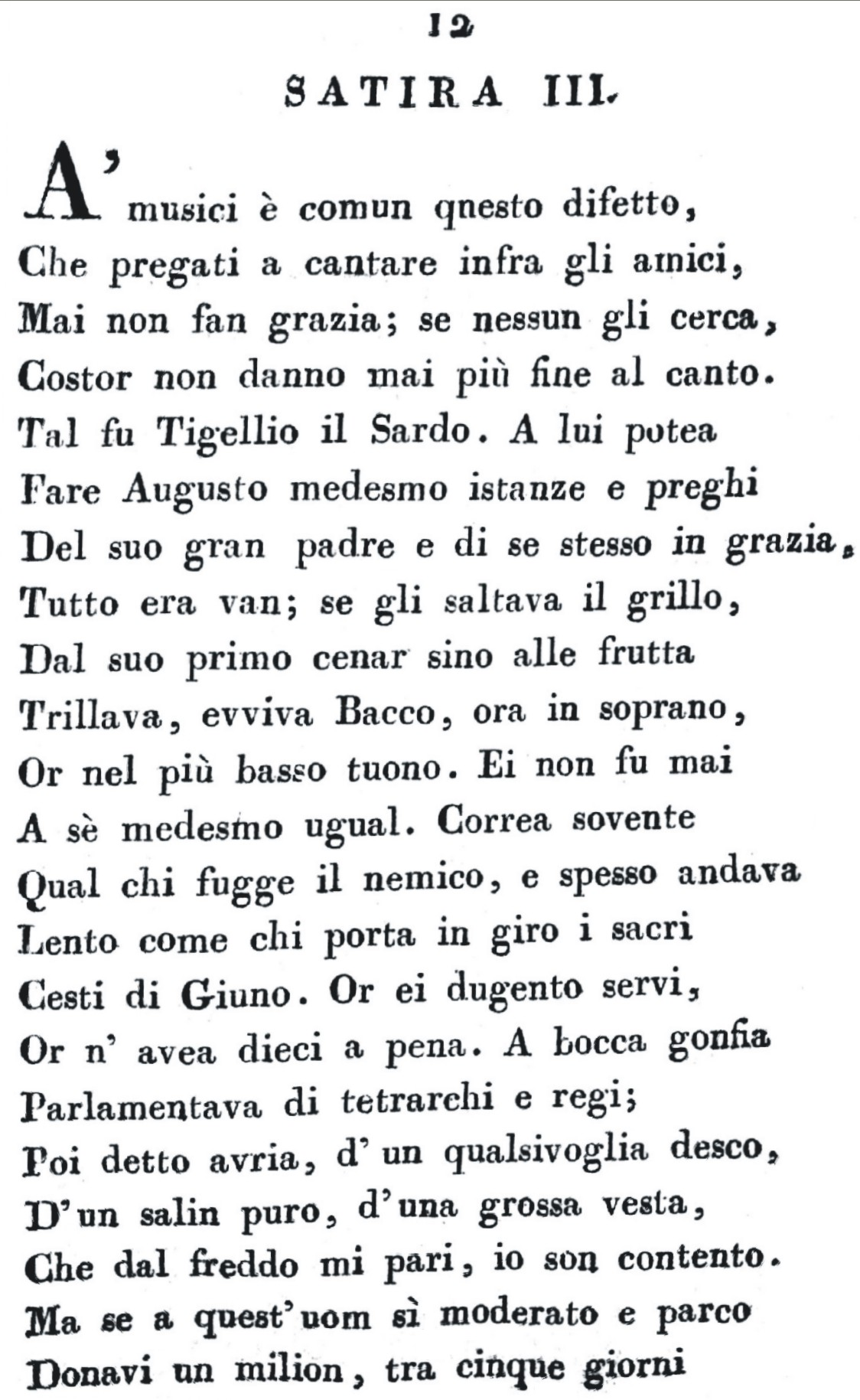
"Le e sátira l'epístola di Orazio Flacco Q.", impressa em 1814.

A sátira é uma técnica literária ou artística que ridiculariza um determinado tema (indivíduos, organizações, estados), geralmente como forma de intervenção política ou outra, com o objectivo de provocar ou evitar uma mudança. O adjectivo satírico refere-se ao autor da sátira.
A paródia pode estar relacionada com a sátira. A paródia imita outra forma de arte, de uma forma exagerada, para criar um efeito cómico, ridicularizando, geralmente, o tema e estilo da obra parodiada. Ainda que por vezes as técnicas próprias da sátira e da paródia se sobreponham, não são sinónimas. A sátira nem sempre é humorística - por vezes chega a ser trágica. A paródia é, inevitavelmente de carácter cómico. A paródia é imitativa por definição - a sátira não tem de o ser. O humor satírico tenta, muitas vezes, obter um efeito cómico pela justaposição da sátira com a realidade. O principal objectivo da sátira é político, social ou moral - e não cómico... O humor satírico tende, pois, para a sutileza, ironia e uso do efeito cómico do deadpan (impassibilidade do humorista, como se não percebesse o ridículo das situações que apresenta).
Nas sociedades célticas, cria-se que uma sátira composta por um bardo tinha efeitos físicos, semelhantes a uma maldição.
Hoje ainda podemos falar de sátiras e paródias audiovisuais, que nada mais são do que as reproduções da sátira ou da paródia como as conhecemos através de meios audiovisuais, como a televisão, o cinema e mais recentemente a internet. A sátira e a paródia aqui ganham elementos novos, pois passa-se a trabalhar com o jogo de imagens e sons, sendo esses dois os principais elementos com que se irá criar o efeito cômico ou o efeito crítica-ironia, e não mais através somente do texto e de sua interpretação. O leitor da sátira e da paródia passa ao espectador desses estilos que em última análise podem se manifestar em qualquer linguagem.
Uma das características da sátira antiga é a apropriação paródica dos mais diversos gêneros literários da Antiguidade, incluindo uma heterogeneidade estilística em que prosa e verso encontravam-se misturados no mesmo texto. O que caracteriza a irreverência satírica é o seu caráter denunciador e moralizador. De fato, o objetivo da sátira é atacar os males da sociedade, o que deu origem à expressão latina: castigat ridendo moris, que se pode traduzir livremente como "castigar os costumes pelo riso". Por seu caráter denunciador, a sátira é essencialmente paródica, pois constrói-se através do rebaixamento de personalidades (reais ou fictícias), instituições e temas que, segundo as convenções clássicas, deveriam ser tratados em estilo elevado. Ou seja: a sátira ri de assuntos e pessoas "sérias", para denunciar o que há de podre por trás da fachada nobre impingida à sociedade. Portanto o riso satírico é diametralmente oposto à idealização épica.
Sendo o riso satírico em geral extremamente sarcástico, o grotesco é um dos procedimentos favoritos do satirista, que costuma mostrar a deformação grotesca do corpo do personagem satirizado como uma alegoria dos seus defeitos morais.
Um poeta muito conhecido por suas sátiras foi Gregório de Matos e Guerra, poeta de estilo barroco.

## Técnicas satíricas mais utilizadas
- Diminuição - Reduz o tamanho ou grandeza de algo de forma a tornar a aparência ridícula ou de forma a fazer sobressair os defeitos criticados. Por exemplo, quando alguém, num discurso político, decide chamar "bando de garotos" aos membros de outro partido, usa a diminuição. A primeira parte de As Viagens de Gulliver, passada na ilha fictícia de Liliput, é também uma sátira diminutiva.

- Inflação - Quando se exagera, aumentando, algum aspecto da coisa satirizada. Tal como a diminuição, é uma forma de hipérbole (negativa no primeiro caso, positiva, no segundo). O exagero das dimensões de algo serve também para acentuar os defeitos daquilo que se pretende satirizar. Como exemplo desta técnica, podemos considerar a obra de Alexander Pope, The Rape of the Lock. O exagero é muito utilizado principalmente em sátiras com foco na política, como em A Barata, de Ian McEwan[4].

- Justaposição - Coloca ao mesmo nível coisas de importância desigual, de forma a rebaixar algumas, supostamente "elevadas" ao nível de outras consideradas menos nobres. Por exemplo, quando alguém diz que as suas disciplinas preferidas na escola são Cálculo Diferencial, Física e "micar as gajas" (expressão usada, no calão, em Portugal, e que significa: olhar para as garotas), estará a colocar as disciplinas científicas, supostamente mais elevadas e edificantes, ao mesmo nível de um passatempo que apela a instintos mais básicos.